# Фатьянов, Алексей Иванович
Алексе́й Ива́нович Фатья́нов (5 марта 1919, Малое Петрино, Вязниковский уезд, Владимирская губерния — 13 ноября 1959, Москва) — русский советский поэт, участник Великой Отечественной войны, автор многих популярных в 1940—1970-х годах песен (на музыку Василия Соловьёва-Седого, Бориса Мокроусова, Матвея Блантера и других композиторов).

## Биография
Родился 5 марта 1919 года в деревне Малое Петрино (ныне — в черте города Вязники, Владимирская область)

### Происхождение, детство
Отец — Иван Николаевич Фатьянов, сын Николая Ивановича Фатьянова, владельца иконописных мастерских и подсобного производства в Богоявленской слободе (ныне — посёлок Мстёра Вязниковского района Владимирской области). Мать — Евдокия Васильевна Меньшова, дочь Василия Васильевича Меньшова, специалиста по льну льнопрядильной фабрики Демидова в Вязниках. У Алексея было две родных сестры — Тамара и Наталия.
Оба деда были старообрядцами и весьма зажиточными людьми. По воспоминаниям, приданое невесты увозили во Мстёру на двенадцати подводах.
Однако вскоре семья будущего поэта разорилась, доходы от иконописных мастерских падали. Тогда Василий Васильевич Меньшов призвал семью дочери к себе и дал ей приют в собственном доме. На выделенные им деньги Фатьяновы построили в центре Вязников, напротив Казанского собора, двухэтажный каменный дом. Родители торговали пивом, которое привозили из Москвы, обувью, которую шили в своих мастерских, владели частным кинотеатром и обширной библиотекой. После Октябрьской революции 1917 года всё имущество Фатьяновых было национализировано, дом отобрали — в нём разместилась телефонная станция (сейчас там расположен музей Алексея Фатьянова).
Семья перебралась в дом Меньшовых в Малое Петрино (в то время — пригород Вязников), где в комнате деда родился Алексей — последний, четвёртый, ребёнок Ивана и Евдокии Фатьяновых. Трое старших детей — Николай (1898), Наталья (1900), Зинаида (1903). Брат Николай был одним из лидеров скаутского движения, писал стихи, умер от болезни в 1922 году.
Крестили Алексея Фатьянова в Казанском соборе в Вязниках. Он рано научился читать, много времени проводил в домашней библиотеке, отец специально для него выписывал книги. Как и многие мальчишки, увлекался голубями и рыбалкой. Во времена нэпа в 1923 году семья Фатьяновых вновь поселилась в своём доме в Вязниках напротив Казанского собора. Родители занимались обувным производством. Именно там, в родительском доме, Алексей получил своё первое воспитание и образование. Родители привили Алексею любовь к литературе, театру, музыке и пению.

Родился в 1919 году в деревне Петрино бывшей Владимирской губернии в довольно зажиточной семье, то есть настолько зажиточной, что отец мог мне обеспечить массовую доставку книг сразу же, как только я смог себе твёрдо уяснить, что «А» — это «А», а «Б» — это «Б».
Всё своё детство я провёл среди богатейшей природы среднерусской полосы, которую не променяю ни на какие коврижки Крыма и Кавказа. Сказки, сказки, сказки Андерсена, братьев Гримм и Афанасьева — вот мои верные спутники на просёлочной дороге от деревни Петрино до провинциального города Вязники, где я поступил в школу и, проучившись в ней три года, доставлен был в Москву завоёвывать мир.
Мир я не завоевал, но грамоте научился настолько, что стал писать стихи под влиянием Блока и Есенина, которых люблю и по сей день безумно.
— Алексей Фатьянов. Нечто вроде автобиографии
В 1929 году имущество у Фатьяновых было окончательно отобрано советской властью — НЭП закончился.
Семья Фатьяновых уехала из Вязников и перебралась в посёлок Лосиноостровский Московской области (ныне — в черте города Москвы), где поселилась на Тургеневской улице. Здесь Алексей окончил среднюю школу, по вечерам ходил заниматься в драматический класс музыкальной школы. Посещал московские театры и выставки. В это время он впервые показал свои стихи взрослому другу. Учитель математики П. А. Новиков, человек музыкально одарённый и добросердечный, разглядел в мальчике будущего поэта.

### Молодость
В 1935 году Алексей Фатьянов поступил в театральную студию Алексея Дикого при театре ВЦСПС. В 1937 году, после закрытия студии А. Дикого, принят в театральную школу актёрской труппы Центрального театра Красной армии Алексея Попова. Играл в спектаклях, гастролировал с театром по гарнизонам Дальнего Востока. Алексей Попов был доволен молодым актёром, упоминал о нём, как об одном из лучших: «Обаятельный парень, пишущий стихи, по-хорошему озорной, благородный и старательный, был самым молодым в труппе, а нагрузку в концертах нёс за двоих».
В мае 1940 года Фатьянова призвали в армию, он попал в Елецкий полк железнодорожных войск Орловского военного округа, участвовал в полковой художественной самодеятельности. Через три месяца он уже режиссёр-постановщик Окружного ансамбля Орловского военного округа. Литературно-музыкальная композиция Фатьянова «Великой родины сыны» принесла ансамблю успех и славу. Тогда же в содружестве с молодым композитором, рядовым Владимиром Дорофеевым Алексей написал первую песню, вышедшую на сцену. С этого времени он начал много писать, публиковать свои очерки и стихи в орловской областной «Молодёжке».

Начало своей профессиональной деятельности отношу к дате вступления в ряды Красной Армии. Точнее — к началу войны. Только тогда я стал писать много и получал всяческую поддержку и поощрения в гуще красноармейских масс. Стал писать стихи, которые узнал фронт; статьи, очерки, которые узнала армия; песни, которые узнал и запел Советский Союз. Чувствую — голос крепнет. Может, не сорвётся…

### Великая Отечественная война
Начало Великой Отечественной войны Фатьянов встретил на гастролях ансамбля в авиагарнизоне Сеща под Брянском. В первые месяцы он с концертами объезжал позиции Брянского фронта и писал руководству ансамбля рапорты с требованием отправить его в действующую армию. Однако получал отказ: только он мог в условиях военной дороги быстро написать целую программу для фронтовых выступлений, переработать газетные материалы в стихи и песни, написать новый злободневный сценарий. У него был поставлен голос, он вёл концерты, импровизировал, мог работать и на сцене, и в тёмной землянке. В это время, по некоторым источникам, Алексей получил первое ранение, когда пришлось трое суток прорываться из смыкавшегося кольца немецкого окружения.

Алексей Фатьянов (справа) и Василий Соловьёв-Седой в студии Всесоюзного радио в 1942 году

В феврале 1942 года ансамбль был отведён в тыловой город Чкалов (сейчас — Оренбург) Южно-Уральского военного округа и переформирован в Ансамбль красноармейской песни и пляски Южно-Уральского военного округа. Ансамбль давал концерты в госпиталях Башкирии, Оренбуржья, Казахстана, Куйбышевской и Актюбинской областей, выступал перед эшелонами, уходящими на фронт. В это время Фатьянов познакомился с композитором Василием Соловьёвым-Седым, творческий союз с которым сыграл большую роль в жизни поэта. Их совместная работа — «Тальянка» («На солнечной поляночке…») стала по-настоящему популярна среди солдат. В Чкалове Фатьянов стал публиковаться в окружной армейской  газете «За родину». В разделе «На красный штык» среди сатиры часто появлялись эпиграммы и частушки за подписью «красноармеец Ал. Фатьянов».
В июне 1944 года при содействии Соловьёва-Седого Алексей Фатьянов откомандирован в состав Краснознамённого ансамбля песни и пляски Союза ССР заведующим литературно-драматургической частью. Во время гастролей в освобождённом Харькове произошёл конфликт с руководителем ансамбля. 30 августа 1944 года приказом Александра Александрова Фатьянов был направлен для дальнейшего прохождение службы в действующюю армию и попал в 15-й самоходно-артиллерийский полк, находившийся на переформировании в Подмосковье.
В сентябре подразделение вошло в состав 6-й гвардейской танковой армии. Фатьянов — фронтовой корреспондент армейской газеты «На разгром врага». В декабре 1944 года при штурме города Секешфехервара (Венгрия) был ранен вторично, награждён медалью «За отвагу» и десятидневным отпуском.
18 апреля 1945 года красноармеец Фатьянов по просьбе Соловьёва-Седого распоряжением Главного политического управления Военно-Морского флота СССР, из действующей армии переведён в Краснознаменный ансамбль песни и пляски Балтийского флота, в город Таллин Эстонской ССР.  В Восточной Пруссии выступал в передовых частях перед пехотинцами 2-го Прибалтийского фронта. Руководство отмечало сочетание литературных данных поэта и работоспособности. Он выступал в инсценировках, читал стихи, занимался режиссурой. Известность Фатьянова росла; по воспоминаниям современников, не было дня в 1945 году, чтобы по Всесоюзному радио не звучали песни на его стихи. Они шли целыми блоками, по нескольку раз в сутки.
30 апреля 1945 года Алексей Фатьянов получил воинское звание сержанта. За работу в ансамбле награждён орденом Красной Звезды. К сентябрю 1945 года стал старшим сержантом. В феврале 1946 года демобилизован из армии.
Согласно наградным документам (приказ 03/н от 17 марта 1945 года), в РККА находился с 1941 года, в действующей армии — с 1945 года и ранее в боях не участвовал.

### После войны
С февраля по июнь 1946 года Фатьянов написал не менее десяти песен, присутствовал на съёмочной площадке кинофильма «Большая жизнь-2», встречался со зрителями, выступал на радио, занимался литературным трудом. Песня «Где же вы теперь, друзья-однополчане?», прозвучавшая впервые осенью 1946 года, имела огромный успех.
16 июня 1946 года Алексей Фатьянов женился на Галине Николаевне Калашниковой.
В 1947 году принят в Союз писателей СССР как поэт-песенник (сам Фатьянов считал себя поэтом и не любил, когда его так называли). Отношения с писателями были сложными. Поэты-песенники были одними из самых высокооплачиваемых в литературном цехе, и Фатьянов многократно подвергался критике с формулировками: «поэт кабацкой меланхолии», «дешёвая музыка на пустые слова», обвинялся в «творческой несостоятельности» и т. п. Многих композиторов неоднократно награждали Сталинскими премиями за песни на стихи Фатьянова, однако автор слов отмечен не был. Несмотря на это, к нему продолжали приходить с новыми заказами режиссёры и композиторы. После 1946 года вышло 18 кинофильмов с песнями Фатьянова.
После рождения двух детей (в 1948 и 1950 годах) семья Фатьянова переехала на 2-ю Бородинскую улицу в Москве.
Большинство произведений Фатьянова написано в стиле гражданской и любовной лирики, его стихи органично ложились на музыку, были простыми, легко запоминались с первого раза.
Послевоенные песни, такие как лучшая лирическая песня Великой Отечественной войны «Соловьи», «Где ж ты, мой сад?», «Первым делом, первым делом самолёты», «В городском саду играет духовой оркестр», «Тишина за Рогожской заставой», «Давно мы дома не были», «Где же вы теперь, друзья-однополчане?», бесхитростные и мелодичные, опирались на фольклорные традиции, звучат во всех популярных фильмах («Свадьба с приданым», «Солдат Иван Бровкин», «Иван Бровкин на целине», «Дом, в котором я живу», «Без вести пропавший» и др.) и завоевали большую популярность. Тем не менее при жизни Фатьянова вышла только одна небольшая книга его стихов «Поёт гармонь» (1955), а широко его стихи стали издавать только в 1960—1980-х годах.
Фатьянов был не только поэтом, но и артистом, играл на аккордеоне и фортепиано, обладал певческим голосом. На творческих вечерах он, наряду с декламацией своих стихотворений, пел песни на свои собственные стихи, которые тогда были очень популярны.

### Последние дни жизни

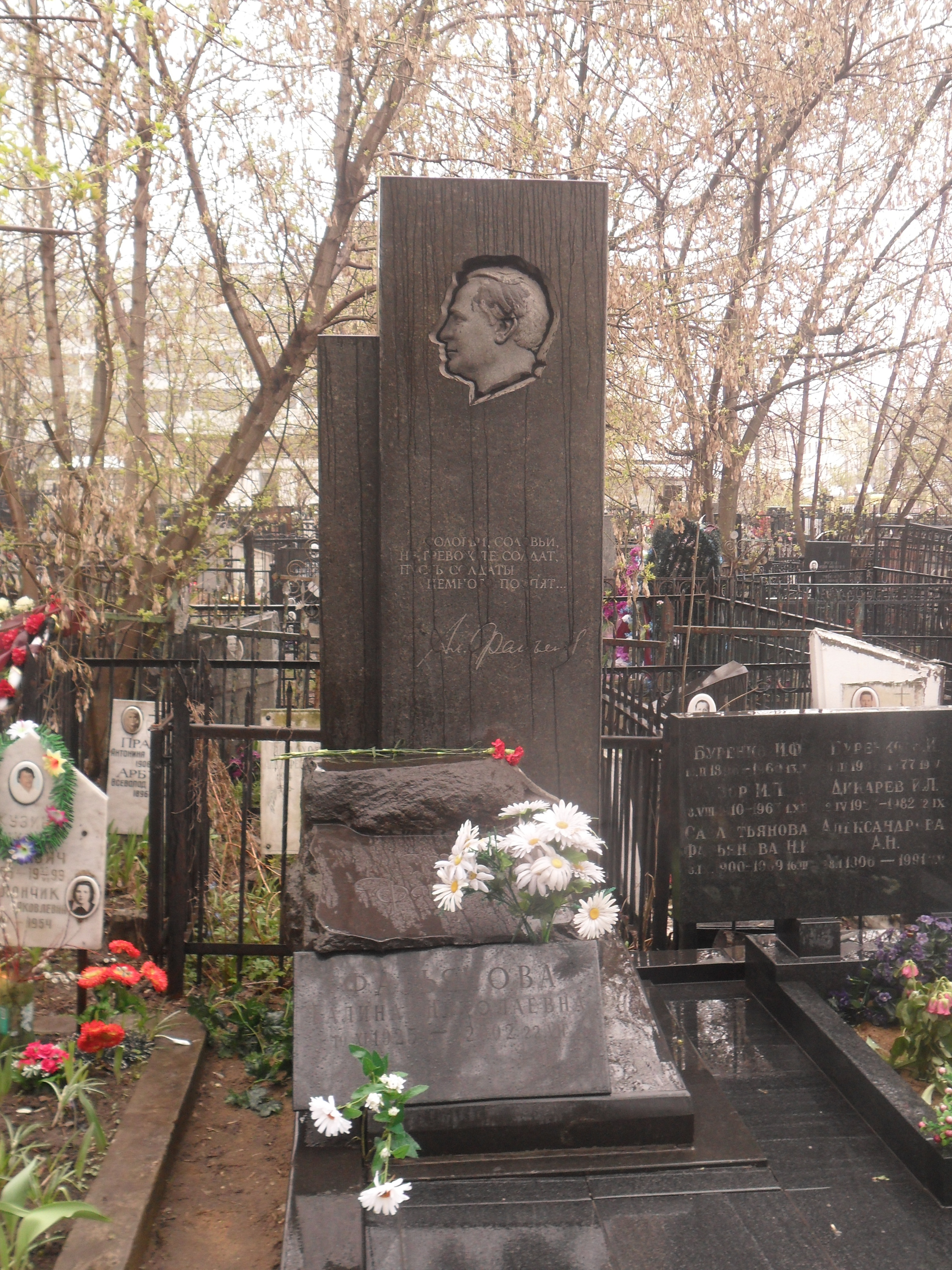
Могила Фатьянова на Ваганьковском кладбище

Незадолго до смерти Фатьянов был в очередной раз временно исключён из Союза писателей в дисциплинарных целях.
В начале ноября 1959 года во время прогулки на речном трамвайчике по Москве-реке неожиданно почувствовал себя плохо. Кардиографическое обследование наличие инфаркта не подтвердило, к 10 ноября состояние улучшилось, и Фатьянов продолжил работу над поэмой «Хлеб», которую закончил и перепечатал набело на машинке 12 ноября (после смерти текст был утерян).
Скоропостижно скончался на 41-м году жизни 13 ноября 1959 года от разрыва аневризмы аорты. Похоронен на Ваганьковском кладбище (20 уч.). Гроб с телом от ворот несли на руках простые люди, меняя друг друга. По воспоминаниям очевидцев, со времени похорон писателя Максима Горького такого стечения народа в Москве не было.

## Семья
- Жена — Галина Николаевна Калашникова (1925—2002). Почётный гражданин г. Вязники (1996)
  - Дочь — Алёна Алексеевна Фатьянова (1948—2004)
    - Внучка — Анна Николаевна Фатьянова-Китина (род. 1969)
    - Внучка — Дарья Петровна Амброс (род. 1985)

  - Сын — Никита Алексеевич Фатьянов (1950—2024)

## Награды
- Орден «За заслуги перед Отечеством» 4 степени — за выдающиеся заслуги в области литературы, большой вклад в Победу над фашистской Германией в Великой Отечественной войне (посмертно; Указ Президента России Бориса Ельцина от 16 февраля 1995 года за № 148)[7];
- орден Красной Звезды (12.11.1944);
- медаль «За отвагу» (приказ по 912-му самоходному артполку № 03/н от 17.03.1945 года: старший писарь А. Фатьянов награждён за чтение стихов на огневой позиции и воодушевление бойцов)[8];
- медаль «За победу над Германией в Великой Отечественной войне 1941—1945 гг.»
- медаль «За освоение целинных земель»

## Память

В Москве на доме № 10 по Новой Басманной улице, где в 1935—1948 годах жил Фатьянов, установлена мемориальная доска

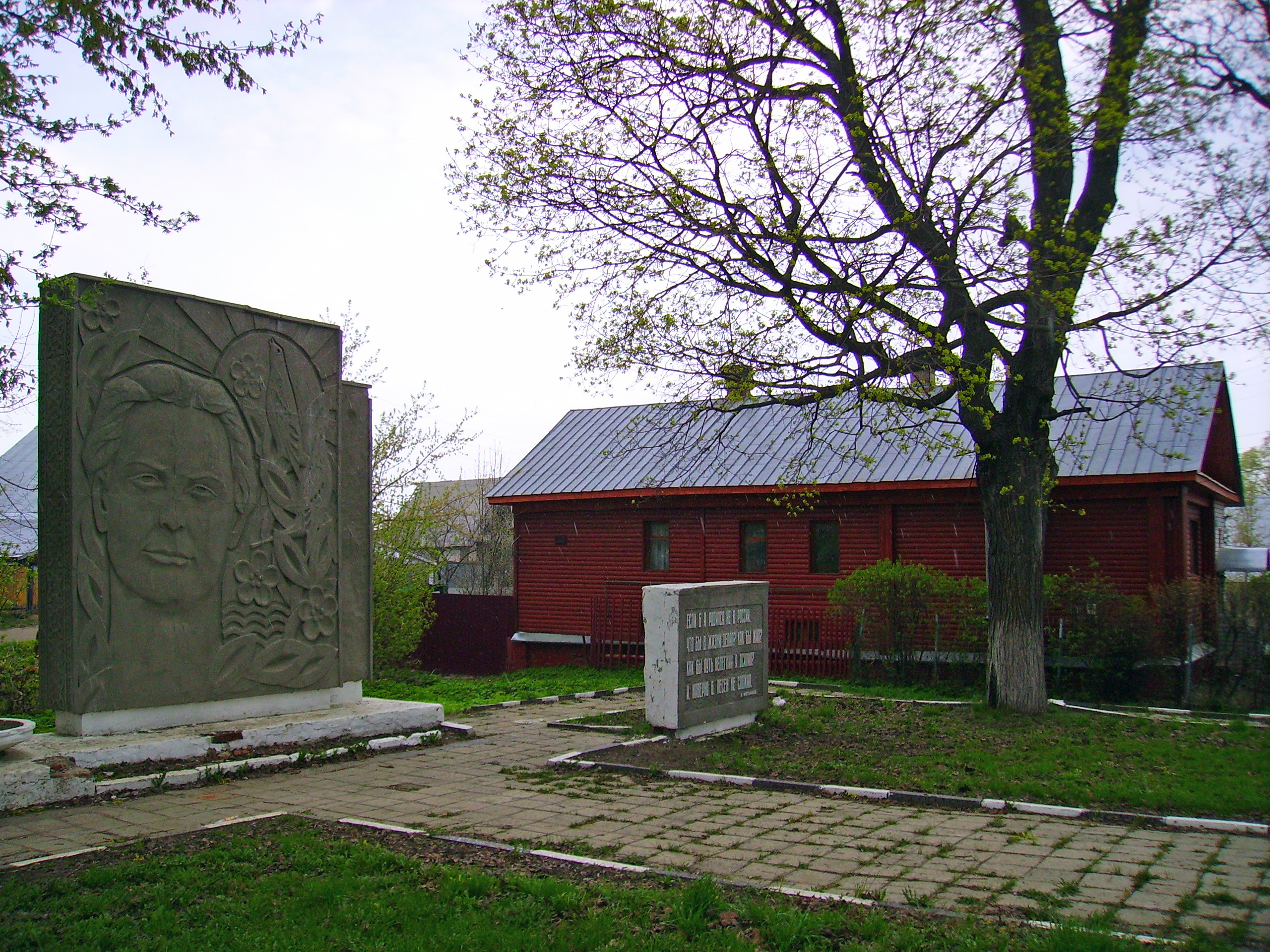
Памятник Алексею Фатьянову установлен в Вязниках

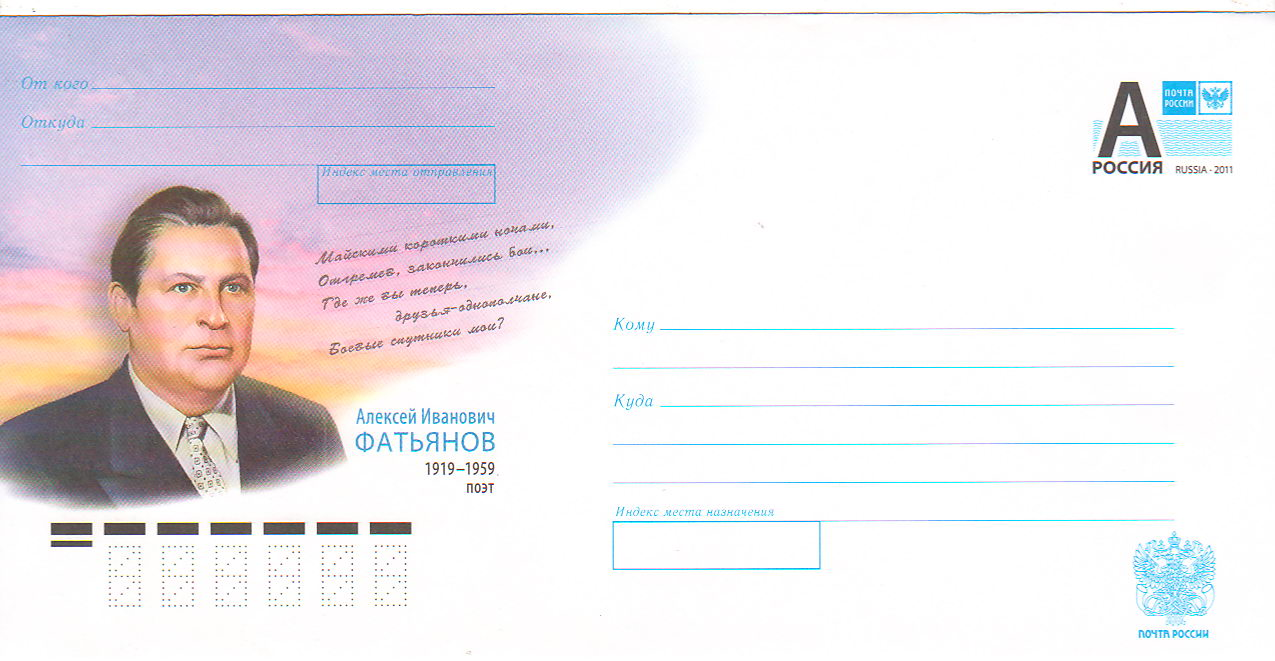
Почтовый конверт Россия

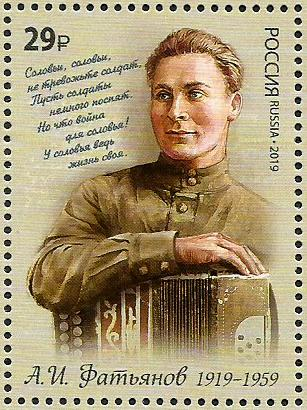
Изображение Алексея Фатьянова с гармонью и приведён отрывок произведения Соловьи, соловьи, не тревожьте солдат.. Художники-дизайнеры С. Капранов и О. Савина. Почтовая марка России 2019 года.

В честь Фатьянова в Вязниках с августа 1974 года проводится ежегодный Фатьяновский фестиваль песни.
В 1996 году Союз писателей России учредил Фатьяновскую литературную премию.
В 1999 году Министерство культуры Российской Федерации учредило ежегодную Литературную премию «Соловьи, соловьи…» им. А. И. Фатьянова.
В честь Алексея Фатьянова названы улицы на родине поэта — в Вязниках, а также во Владимире и Бишкеке.
В 2014 году выпущен почтовый художественный маркированный конверт тиражом 1 000 000 экз.
29 марта 2019 году Почта России выпустила почтовую марку, посвящённую 100-летию со дня рождения Фатьянова. Тираж 168 тыс. экз. Дополнительно к выпуску почтовой марки изданы конверты первого дня и изготовлены штемпеля специального гашения для Москвы, Санкт-Петербурга и Вязников Владимирской области.
В июне 2019 года в Оренбурге (ул. Советская, д. 21) открыта памятная доска творческому союзу Фатьянова и Соловьёва-Седого, на открытии которой присутствовали внучка поэта Анна Китина-Фатьянова и внук другого соавтора Фатьянова — Бориса Мокроусова — Максим.
В 2019 году на Волошинском фестивале прошёл творческий вечер «Я вернулся к друзьям…», приуроченный к 100‑летию со дня рождения поэта Алексея Фатьянова. Проводила его внучка поэта Анна Китина‑Фатьянова при участии Максима Мокроусова, внука композитора Бориса Мокроусова.
31 мая 1988 года в честь А. И. Фатьянова назван астероид 2583 Fatyanov, открытый в 1975 году астрономом Т. М. Смирновой.

## Творчество

### Песни
- 1942 — На солнечной поляночке (музыка Василия Соловьёва-Седого)
- 1943 — Ничего не говорила (музыка Василия Соловьёва-Седого)
- 1943 — Песня мщения (музыка Василия Соловьёва-Седого)
- 1943 — Баллада о Матросове (музыка Василия Соловьёва-Седого)
- 1944 — Соловьи (музыка Василия Соловьёва-Седого)
- 1945 — Мы, друзья, перелётные птицы (Первым делом, первым делом самолёты) (музыка Василия Соловьёва-Седого), кинофильм «Небесный тихоход»
- 1945 — Давно мы дома не были (музыка Василия Соловьёва-Седого)
- 1945 — Наш город (музыка Василия Соловьёва-Седого)
- 1945 — Звёздочка (музыка Василия Соловьёва-Седого)
- 1945 — Далёко родные осины (музыка Василия Соловьёва-Седого)
- 1945 — Тропки-дорожки (музыка Василия Соловьёва-Седого)
- 1945 — Про Васеньку (музыка Василия Соловьёва-Седого)
- 1945 — Вспомним походы (музыка В. Сорокина)
- 1946 — Шли два друга (музыка Бориса Мокроусова)
- 1946 — Три года ты мне снилась (музыка Никиты Богословского), кинофильм «Большая жизнь», 2-я серия
- 1946 — Всё поля да поля (музыка Никиты Богословского), кинофильм «Большая жизнь», 2-я серия
- 1946 — Золотые огоньки (музыка Василия Соловьёва-Седого, соавтор стихов — Соломон Фогельсон)
- 1946 — Когда проходит молодость (музыка В. Сорокина)
- 1947 — В городском саду (музыка Матвея Блантера)
- 1947 — Золотые огоньки (музыка Вадима Гомоляки, Якова Цеглера), кинофильм «Голубые дороги»
- 1947 — Разговорчивый минёр (музыка Василия Соловьёва-Седого)
- 1947 — Стали ночи светлыми (музыка Василия Соловьёва-Седого)
- 1947 — Начальник станции (музыка Василия Соловьёва-Седого)
- Сюита «Возвращение солдата» (музыка Василия Соловьёва-Седого):
  - Шёл солдат из далёкого края
  - Расскажите-ка, ребята
  - Колыбельная (Сын)
  - Поёт гармонь за Вологдой
  - Где же вы теперь, друзья-однополчане?
  - Величальная (Славься, русская земля)
- 1948 — За тех, кто в пути! (музыка Сигизмунда Каца)
- 1948 — Где ж ты мой сад? (музыка Василия Соловьёва-Седого)
- 1948 — Гимн Великому городу (музыка Рейнгольда Глиэра), из балета «Медный всадник»
- 1948 — По мосткам тесовым (музыка Бориса Мокроусова)
- 1948 — Мы люди большого полёта (музыка Бориса Мокроусова)
- 1949 — Хвастать, милая, не стану (музыка Бориса Мокроусова), фильм-спектакль «Свадьба с приданым»
- 1949 — На крылечке (музыка Бориса Мокроусова), фильм-спектакль «Свадьба с приданым»
- 1949 — Земля моя (музыка Бориса Мокроусова), фильм-спектакль «Свадьба с приданым»
- 1950 — Хороши колхозные покосы (музыка Анатолия Новикова)
- 1954 — Путевая-дорожная (музыка Василия Соловьёва-Седого)
- 1954 — В рассветном тумане (музыка Анатолия Новикова)
- 1954 — Сегодня мне не весело (музыка Юрия Милютина)
- 1954 — Шла с ученья третья рота (музыка Анатолия Лепина)
- 1954 — Я сижу на берегу (музыка Матвея Блантера)
- 1955 — Вновь к черёмухе душистой (музыка Василия Соловьёва-Седого)
- 1955 — Дорожная (музыка Василия Соловьёва-Седого), кинофильм «Доброе утро»
- 1955 — С добрым утром, дорогая (музыка Василия Соловьёва-Седого), кинофильм «Доброе утро»
- 1955 — Праздничная (музыка Василия Соловьёва-Седого)
- 1956 — Если б гармошка умела (музыка Анатолия Лепина), кинофильм «Солдат Иван Бровкин»
- 1956 — Парень непутёвый (музыка Анатолия Лепина), кинофильм «Солдат Иван Бровкин»
- 1956 — Сердце друга (музыка Анатолия Лепина), кинофильм «Солдат Иван Бровкин»
- 1956 — Шла с учений третья рота (музыка Анатолия Лепина), кинофильм «Солдат Иван Бровкин»
- 1956 — Однажды ночью лунною (музыка Анатолия Новикова)
- 1956 — Ходят тучи (музыка Юрия Милютина)
- 1956 — Караваны птиц (музыка Германа Жуковского), кинофильм «Без вести пропавший»
- 1956 — Когда весна придёт, не знаю (На Заречной улице, музыка Бориса Мокроусова), кинофильм «Весна на Заречной улице»
- 1956 — У меня пока всё в жизни гладко (музыка Бориса Мокроусова), кинофильм «Весна на Заречной улице»
- 1956 — Ты, как зорька вдали…(музыка Сигизмунда Каца), радиоводевиль «Весной в дороге»
- 1957 — У меня идёт всё в жизни гладко (музыка Бориса Мокроусова)
- 1957 — Песня про незадачливого штурмана (музыка Василия Соловьёва-Седого)
- 1957 — Тишина за Рогожской заставою (музыка Юрия Бирюкова), кинофильм «Дом, в котором я живу»
- 1958 — Дорога, дорога (музыка Василия Соловьёва-Седого), кинофильм «Очередной рейс»
- 1958 — Здравствуй, зимушка-зима! (музыка Владимира Шорина), кинофильм «Иван Бровкин на целине»
- 1958 — Как же ехать мне (Забрала подруга детства) (музыка Анатолия Лепина), кинофильм «Иван Бровкин на целине»
- 1958 — Комсомольцы тридцатых годов (музыка Анатолия Лепина), кинофильм «Иван Бровкин на целине»
- 1958 — На трудных дорогах (музыка Анатолия Лепина), кинофильм «Иван Бровкин на целине»
- 1958 — Степи Оренбургские (музыка Анатолия Лепина), кинофильм «Иван Бровкин на целине»
- 1958 — Дорога, дорога (музыка Василия Соловьёва-Седого), кинофильм «Очередной рейс»
- 1958 — Это всё Россия (музыка Юрия Милютина)
- 1958 — В рабочем посёлке (музыка Юрия Милютина)
- 1958 — На счастливой улице (музыка Леонида Бакалова)
- 1958 — В соловьиную ночь (музыка Леонида Бакалова)
- 1958 — В добрый путь (музыка Бориса Терентьева)
- 1958 — Здесь Ленин жил (музыка Бориса Терентьева)
- 1958 — Рабочее утро (музыка Юрия Бирюкова)
- 1959 — У старых клёнов (музыка Юрия Слонова)
- 1959 — Над Москвой-рекой (музыка Юрия Бирюкова)
- Возвращение из похода (музыка В. Сорокина)
- Возле горенки[11] (музыка Сергея Зубковского)
- Возле горенки (музыка В. Сорокина)
- Казаки под Москвой (музыка Владислава Соловьёва)
- Как хорошо, подруженьки (музыка Никиты Богословского)
- Мой верный товарищ (музыка Р. Манукова)
- На Кавказе ночи жаркие (музыка Сигизмунда Каца)
- Наговоры (музыка Сергея Зубковского)
- Наговоры (музыка Бориса Мокроусова)
- Новогодняя ночь (музыка Сигизмунда Каца)
- Однажды ночью лунною (музыка Анатолия Новикова)
- Отважный танкист (музыка Владислава Соловьёва)
- Песня дальних дорог (музыка Василия Соловьёва-Седого)
- Про Васеньку “Выходила Клавочка” (музыка Сергея Зубковского)
- Проходят пионеры (музыка Бориса Терентьева)
- С праздником, шахтёры (музыка Зиновия Дунаевского)
- Сердце солдата (музыка Бориса Терентьева)
- Снежинки (музыка Сергея Зубковского)
- Споёмте, девушки (музыка Василия Соловьёва-Седого)
- Стали ночи светлыми (музыка Сергея Зубковского)
- Страдание (музыка Василия Соловьёва-Седого)
- Третий батальон (музыка Бориса Мокроусова)
- Ты как зорька (музыка Сигизмунда Каца)
- У старых клёнов (музыка Сергея Зубковского)
- Ухажёры (музыка В. Сидорова)
- Фантазия на темы песен А. Фатьянова (Дорога-дорога, На солнечной поляночке, Соловьи, Где же вы теперь, друзья однополчане, В городском саду) (музыка Сергея Зубковского)
- Шумит под ветром Ладога (музыка Алексея Фатьянова)
- Это что же, от чего же (музыка Леонида Бакалова)